# Воглайна (Шентюр)
Воглайна (словен. Voglajna) — поселення в общині Шентюр, Савинський регіон, Словенія. 
Висота над рівнем моря: .. м.